# Napoléon Pommier
Napoléon Pommier est un thriller policier de Frédéric Dard paru en 2000, il est le dernier hors série de la série policière San Antonio.

## Résumé
L’académicien Titan Ma Gloire est découvert inanimé dans sa chambre de son château de Louveciennes, le sexe de son jeune amant assassiné dans la bouche, par son nègre Félix Galochard (plus connu sous le nom de Monsieur Félix, l'homme au plus long sexe de France) alors qu'il s’apprêtait à publier un ouvrage sur Napoléon. Monsieur Félix qui a réuni la documentation, ayant auparavant établi que Bérurier descendait de la famille de l'Empereur. L'alerte est donnée. Le commissaire San-Antonio et Jérémie, son assistant sénégalais, retrouvent la servante le crâne fendu par une faucille ainsi que deux autres homos trafiquants et quatre autres convives des parties fines du fameux Titan. L'affaire se compliquera avec l'assassinat de quatre ingénieurs responsables d'un barrage en Arabie...

## Lieux de l'aventure
L'intrigue commence chez Titan Magloire à Louveciennes, mais San-Antonio est également amené à se rendre en Araboe orthodontique et à Madère.

## Particularités
L'ouvrage est suivie d'un chapitre supplémentaire : Le Premier Empire raconté par Bérurier.